# Scaphytopius meridianus
Scaphytopius meridianus är en insektsart som beskrevs av Hepner 1946. Scaphytopius meridianus ingår i släktet Scaphytopius och familjen dvärgstritar. Inga underarter finns listade i Catalogue of Life.